# 徐晓良
徐晓良（1962年1月30日—），中国男子篮球运动员，曾随国家队参加1988年夏季奥林匹克运动会男子篮球比赛，最终获得第11名。他也参加过1986年亚洲运动会男子篮球比赛，获得金牌。